# Цукусі
Цукусі (Tsukushi) — гідрографічне судно, яке під час Другої світової війни взяло участь у операціях японських збройних сил в Індонезії, на сході Мікронезії та в архіпелазі Бісмарка.

## Загальна інформація
Цукусі спорудили в 1941 році на верфі Mitsubishi Yokohama Yard у Йокогамі для потреб Імперського флоту Японії. Враховуючи останнє, корабель мав доволі потужне озброєння із чотирьох (дві спарки) 120-мм зенітних гармат та чотирьох 25-мм зенітних автоматів. Також на судні базувався 1 розвідувальний гідролітак.

## Розвідка Нової Гвінеї
25 грудня 1941-го корабель прибув за Японії на Філіппіни, після чого у першій половині січня 1942-го провадив гідрографічні роботи біля західної часини північного узбережжя Нової Гвінеї. Також він висаджував тут рекогносцирувальні партії.

## Операції у Індонезії
24 січня 1942 Цукусі прибув до Кендарі (південно-східне завершення острова Сулавесі), де в той день японці успішно висадили десант. На початку лютого він здійснив звідси рейс до островів Бангка (біля північно-східного завершення Сулавесі), звідки повернувся разом із конвоєм, котрий доправляв підкріплення для подальшого розвитку операцій у Нідерландській Ост-Індії.
11–12 лютого 1942-го Цукусі залучали до операції із захоплення Макасару (порт на південно-західному узбережжі Сулавесі). До кінця лютого корабель встиг узяти участь у патрулюванні Макасарської протоки, а 23–25 лютого перейшов на Балі.

## Служба у Мікронезії
25 вересня 1942-го Цукусі вирушило з Балікпапану (острів Борнео) на схід та 1 жовтня досягло атола Трук на сході Каролінських островів (ще до війни тут була створена потужна база ВМФ, з якої до лютого 1944-го провадились операції у цілому ряді архіпелагів). Майже до кінця листопада корабель працював у цьому районі (лише з 2 по 6 листопада здійснив круговий рейс до атола Кваджелейн на Маршаллових островах).
На початку грудня Цукусі опинився на атолі Макін із групи островів Гілберта. До початку березня 1943-го він працював у цьому архіпелазі, де також відвідав атоли Абемама, Беру і Тарава. Робота на островах Гілберта переривалась круговими рейсами до Маршаллових островів — спершу Цукусі двічі ходив до розташованого за п'ять сотень кілометрів від Макіна атола Джалуїт, а потім щонайменше двічі вирушав до вдвічі більш віддаленого Кваджелейну.
8—12 березня 1943-го Цукусі перейшов з Макіну на Трук, а 21 березня покинув останній у складі конвою та 27 березня прибув до Йокосуки на ремонт, що тривав майже до кінця травня.
24—29 травня корабель пройшов з Йокогами на Трук.

## Похід до архіпелагу Бісмарка
Станом на початок жовтня 1943-го Цукусі перебував у Рабаулі — головній передовій базі японців у архіпелазі Бісмарка, з якої провадились операції на Соломонових островах та сході Нової Гвінеї. 12 жовтня корабель дістав легкі пошкодження під час нальоту авіації союзників. Ще до кінця місяця їх виправили, після чого Цукусі здійснив рейс до острова Гарове (у морі Бісмарка за три сотні кілометрів на захід від Рабаула).
4 листопада 1943-го Цукусі разом із судном Рюосан-Мару вийшли із Рабаулу та попрямували на північ, маючи завдання зняти частину вантажу із судна Кійосумі-Мару, атакованого ворожою авіацією та приведеного на буксирі в район Кавієнга (друга за значенням бази в архіпелазі Бісмарка, розташована на північному завершенні острова Нова Ірландія).
Увечері 4 листопада в районі за півтора десятки кілометрів на південний захід від Кавієнга судна потрапили на мінне поле, виставлене, за різними версіями, підводним човном Silversides (у червні 1943-го) або літаючими човнами PBY «Каталіна» австралійських ВПС (останні в період з квітня по листопад 1943-го виставили в цьому районі 104 міни). Внаслідок підриву Цукусі та Рюосан-Мару затонули (також мінами були пошкоджені легкий крейсер «Ісудзу» та есмінець «Ісокадзе», які супроводжували Кійосумі-Мару).
У другій половині листопада до Кавієнгу прибули спеціалісти з ремонтного судна Хаккай-Мару, які дійшли висновку про неможливість порятунку Цукусі.